# 朗納·德瑞福
朗納·德瑞福（1931年10月26日—2017年3月7日），男，英國實驗物理學者，加州理工學院榮譽教授，是LIGO計畫創始人之一。德瑞福是能夠穩定激光的龐德-德瑞福-霍爾技術的發明者之一。對於2015年9月人類首次直接探測到引力波的創舉，這技術具有關鍵性作用。

## 生平
德瑞福在格拉斯哥大學開始了學術生涯。後來，他被聘請至加州理工學院。在那裏，他成立了一個引力波計畫。
德瑞福后期的研究涉及到發展一種光學浮置科技，其可以使得實驗儀器與地震隔離。
退休后因痴呆症而在蘇格蘭的一家療養院休養。
2017年3月7日在苏格兰爱丁堡逝去，享年85岁。

## 榮譽與獎勵
德瑞福獲得的主要榮譽與獎勵有：
- 2002年，被遴選為美國文理科學院院士。[6]
- 與萊納·魏斯共享2007年爱因斯坦奖。
- 由於「探測到引力波的蹤跡，開啟天文學與物理學的新視野」，德瑞福、基普·索恩、萊納·魏斯與1012位團隊同工共同榮獲2016年基礎物理學突破獎。[7]
- 因為「探測到引力波」，德瑞福、索恩、魏斯獲得2016年格鲁伯宇宙学奖。[8]
- 由於對「激光干涉儀重力波觀測站LIGO的構思和設計」，德瑞福、索恩、魏斯獲頒2016年邵逸夫獎。[9]
- 2016年，德瑞福、索恩、魏斯因「直接探測到引力波」，共獲科维理天体物理学奖。[10]

## 參閱
- 休斯-德瑞福實驗（英语：Hughes–Drever experiment）